# La strada della rapina
La strada della rapina (Plunder Road) è un film del 1957 di Hubert Cornfield.

## Trama
Una banda di malviventi effettua – con una elaborata ed efficace procedura - quella che viene definita dai media la più formidabile rapina ad un treno nella storia del paese: viene preso d'assalto il convoglio della zecca statunitense contenente lingotti d'oro per un valore di 10 milioni di dollari, dei quali i delinquenti si impossessano.
Trasferita la refurtiva su tre camion, fra cui un'autocisterna, i membri della banda si dividono e si mettono in viaggio lungo le strade del paese. La polizia, prontamente allertatasi, riesce tuttavia solo a sapere che i rapinatori stanno viaggiando su autocarri, ed organizza capillari posti di blocco, ai quali i malviventi peraltro sono pienamente preparati a far fronte. A dispetto della perfetta organizzazione del colpo, però, è per errori banali e coincidenze fortuite che due dei camion vengono intercettati, l'oro che ciascuno conteneva recuperato e i delinquenti assicurati alla giustizia.
Rimane solo l'autocisterna condotta dallo scafato Eddie e dal giovane ed impressionabile Frankie: essi raggiungono una piccola fonderia nella periferia di Los Angeles, dove la loro complice Fran ha già iniziato a riscaldare i crogioli. Una volta giuntivi, essi fondono i lingotti e versano il metallo liquefatto in alcuni stampi predisposti, che si rivelano essere a forma di componenti di automobile, come cerchioni e paraurti. Montati i pezzi sulla loro auto di lusso, a bordo di essa i tre si dirigono verso il porto, per imbarcarsi e lasciare il paese.
Ma una volta immessisi nel traffico del raccordo autostradale sono vittima di un lieve tamponamento. I membri della polizia stradale accorsi si accorgono – stupiti per tanta opulenza - che il paraurti è nientedimeno che d'oro; ed è solo la mancanza di autocontrollo di Frankie – che estrae il revolver minacciando gli agenti – a provocare la reazione dei poliziotti, che gli sparano, uccidendolo. Fran e Eddie, a questo punto, fuggono a piedi: la donna è presto catturata, mentre Eddie, nel tentativo di eludere gli inseguitori, rimane vittima di un incidente stradale ed è travolto da un veicolo.

## Produzione
Il film, diretto da Hubert Cornfield su una sceneggiatura di Steven Ritch e un soggetto dello stesso Ritch (che appare anche nel film nel ruolo di Frankie) e di Jack Charney, fu prodotto da Leon Chooluck e Laurence Stewart per la Regal Films e girato da metà luglio a fine luglio 1957. Il titolo di lavorazione fu  The Violent Road.

### Distribuzione
Il film fu distribuito con il titolo Plunder Road negli Stati Uniti dal 5 dicembre 1957 al cinema dalla Twentieth Century Fox Film Corporation.
Altre distribuzioni:
- in Svezia l'8 aprile 1958 (Den stora guldkuppen)
- in Francia il 2 luglio 1958 (Hold-Up)
- in Finlandia il 18 luglio 1958 (Kaikki tiet suljettu)
- in Danimarca il 23 marzo 1960 (Hovedvej til helvede)
- in Germania Ovest (Großalarm bei FBI)
- in Italia (La strada della rapina)
- in Grecia (O dromos tis vias)
- in Brasile (Os Salteadores de Estradas)

## Critica
Il Morandini dà al film una valutazione nettamente positiva: la produzione, una delle migliori tra quelle a basso budget del periodo, vanterebbe una storia "angosciosa", "coincisa" e "dominata dalla legge della necessità e dalle beffe del caso".

## Slogan
La tagline è: Crime of the century! (Il crimine del secolo!)